# Histoire de l'éducation au Québec
L'histoire de l'éducation au Québec se caractérise jusqu'au milieu du XXe siècle par de sérieuses difficultés en matière de financement, d'organisation structurelle, d'accès aux études universitaires, de formation des maîtres et de valorisation sociale. Dans les années 1960, l'adoption des recommandations du rapport Parent est venue combler le retard de scolarisation qu'accusait le Québec par rapport au reste de la fédération canadienne.

## L'éducation comme responsabilité d’ordre privé (1608-1800)
Comme toute colonie en période d’équipement, les institutions de la Nouvelle-France sont à l’image de celles de sa métropole. L’éducation, à l’instar des services sociaux et de la santé, est d’abord une « responsabilité morale » qui incombe au clergé et c’est l’évêque qui en dirige les destinées. C’est pourquoi on ne peut parler « d’administration scolaire » au sens moderne du mot pas plus qu’il ne faut chercher quelques structures locales ou régionales. En un mot, le système scolaire sous le Régime français est entièrement privé.
L’État reconnaît cette « responsabilité morale » confiée au clergé en lui accordant un financement qui, toute proportion gardée, correspond aux besoins de la société de l’époque en matière de santé et d’éducation. Cette contribution de l’État comporte trois sources principales. La première consiste en une subvention annuelle qui, en 1744, constituait 11,5 pour cent du budget total de la colonie. Il faut dire toutefois que cette subvention annuelle - à l’instar du budget de la colonie elle-même n’était pas toujours versée de manière régulière. La deuxième source de financement provient des revenus des seigneuries qui ont été données au clergé par le roi. S’il est difficile d’en évaluer le montant, il demeure qu’au début du XVIIIe siècle, il ressort que « près de la moitié des censitaires canadiens relèvent de seigneurs ecclésiastiques ». Enfin, on retrouve les dîmes dont les taux sont fixés par l’État qui veille, par ses tribunaux, à assurer sa perception. De plus, on ne saurait négliger les revenus générés également par les fondations établies par la fortune privée, surtout en ce qui a trait à la période qui précède l’établissement du gouvernement royal (1660).
À la différence de ce que l’on observera sous le Régime anglais, on n’assistera pas à l’éternel conflit entre l’Église et l’État pour le contrôle de l’éducation. À cette époque, selon le mot de l’historien Guy Frégault, bureaucrates et ecclésiastiques « regardent la Cour non pas comme l’adversaire à qui il faut tenir tête, mais comme l’arbitre auquel il est sage de porter sa cause ».
De même, il ne faut pas perdre de vue que la population est peu importante et que les trois principales agglomérations du temps (Québec, Montréal et Trois-Rivières) ne regroupent que le quart de la population qui, en 1663 s’élevait à environ 3 500 personnes. En 1760, au lendemain de la Conquête, la Nouvelle-France ne compte que 65 000 personnes, dont environ 85% vivent dans les campagnes et pratiquent une agriculture de subsistance.
Le système scolaire du temps de la Nouvelle-France compte quatre types d’institutions : les « petites écoles », les écoles d’arts et métiers, le Collège de Québec et une ébauche de formation supérieure.
Les « petites écoles » offrent l’enseignement primaire aux garçons et aux filles. Le premier de ces établissements est fondé à Québec en 1635 et, à la fin du régime français, on comptait 47 « petites écoles » pour garçons et 15 pour les filles : les trois quarts de ces établissements se retrouvaient à Québec, Montréal et Trois-Rivières, le reste se retrouvant en milieu rural. Autrement dit, entre 60 et 65 paroisses sur 88 étaient sans «petites écoles». Cela ne signifie pas qu’aucune forme d’instruction n’y était prodiguée.
On compte ensuite trois écoles d’arts et métiers où les garçons pouvaient faire l’apprentissage d’un métier. Toutefois, parmi l’éventail de métiers offerts, la sculpture et la peinture dominent largement, construction d’églises oblige.
Au niveau secondaire, il n’existait qu’un seul établissement : le Collège des Jésuites. Fondé par les Jésuites en 1635, et accessible seulement aux garçons, il faut attendre 1655 pour qu’on y offre un cours secondaire complet qui permettait d’accéder aux professions libérales et à la prêtrise. Le Collège de Québec enseigne la théologie, les sciences, de même que les études classiques. En 1708, comme dans plusieurs villes côtières de France, les Jésuites ouvrent une école de mathématiques, d'hydrographie, où ils enseignent  l'astronomie et la physique, en vue de préparer les jeunes Canadiens à devenir des navigateurs et des géomètres. Le pilotage en mer qui était enseigné était pratiquement l'équivalent des écoles en France. Il faut dire qu’il existait aussi cinq autres établissements, que l’on appelait les « écoles latines », qui offraient les deux premières années du cours secondaire. Ce n’est qu’en 1790 qu’un deuxième établissement offrira, à Montréal, un cours secondaire complet.
On retrouve également une ébauche d’enseignement supérieur en hydrographie, en droit, en médecine et en théologie. Toutefois, parmi ces spécialités, la théologie domine largement. À Saint-Joachim une ferme école opérée par le séminaire de Québec enseigne aux fils d'agriculteurs l'initiation aux métiers de la terre,.
L’historiographie traditionnelle a été portée à magnifier l’état de l’instruction en Nouvelle-France comparativement à la situation qui prévalait alors en France. Des recherches récentes viennent atténuer cette représentation des choses : sans être une société d’analphabètes, il reste que la Nouvelle-France était un milieu colonial peu développé où le taux d’alphabétisation apparaît légèrement inférieur à celui que l’on retrouvait en France à la même époque, écart qui, par ailleurs, se creusera davantage à mesure que l’on progressera dans le XVIIIe et le XIXe siècles.
À la fin du Régime français, la moitié des hommes et plus du tiers des femmes de Québec et de Montréal, qui sont alors les deux principaux centres urbains de la colonie, savaient lire et écrire.

## Conquête anglaise (1760)
Au lendemain de la Conquête, le système scolaire québécois se retrouve en pleine crise financière : le clergé ne peut plus compter, à part quelques initiatives isolées, sur les généreuses dotations qui ont alimenté son effort missionnaire, ni  sur les subventions de l’État. De même, les biens des Jésuites sont saisis alors que plusieurs seigneuries ont été ravagées par la guerre. Les autorités anglaises de Londres interdisent également les activités et le recrutement des Jésuites. Les livres venant de France sont interdits et saisis comme éléments de contrebande jusqu'en 1815 ; Jean Holmes sera le premier à voyager en Europe et autorisé à ramener des livres en français. Le clergé connaît aussi au cours de ces années un grave problème d’effectifs : le recrutement est à la baisse, la venue de prêtres français est prohibée jusqu’à la Révolution française (1789). La Compagnie de Jésus subit par plusieurs pays européens, premièrement ; l'expulsion des Jésuites puis sa dissolution en 1775 ; ils seront toutefois réhabilités en 1814. Lorsque la France décide, après la cession de 1763, de ne pas honorer le paiement de ses lettres de change, l’économie du pays s'écroule. On ne s’étonnera donc guère que le nombre de « petites écoles » diminue au moment même où la population amorce une croissance géométrique.
En 1790, alors que la population francophone a presque triplé, on ne retrouve qu’une quarantaine de petites écoles pour 160 000 personnes (une école pour 4 000) alors qu’il y en avait une soixantaine à la fin du Régime français pour 65 000 habitants (une école pour 1 000). Il existe aussi des maîtres ambulants et l’on sait qu’il y a des curés qui agissent comme maîtres d’école dans leurs paroisses.
Dans le même temps, avec la venue des premiers immigrants anglo-saxons et, surtout, de l’imposant contingent des loyalistes au lendemain de la révolution américaine (1783), on assiste à l’apparition d’écoles anglophones et protestantes dont la situation apparaît meilleure que celles des francophones. On évalue, toujours en 1790, que 17 écoles primaires desservaient une population de 10 000 anglo-protestants (une école pour 600). De plus, en 1798, un premier établissement secondaire anglophone vient s’ajouter aux deux établissements francophones de niveau secondaire qui existaient déjà. Les deux systèmes d’éducation sont parallèles ; les Canadiens français catholiques vivant selon la Coutume de Paris  résistent à l'assimilation par les anglo-protestants et leurs lois, le Common law. Plusieurs lois apporteront des frictions entre les deux peuples et seront abolies ou inapplicables.
Il demeure qu’en l’absence d’une autorité centrale pour coordonner les programmes pour chacun des degrés scolaires, il est souvent difficile d’établir une démarcation précise ou même de définir en quoi consiste exactement l’enseignement primaire ou secondaire. Ce n’est qu’en 1872 que les niveaux scolaires seront définis pour la première fois avec une certaine précision dans le Rapport du ministre de l’Instruction publique pour 1872-1873 et il faut attendre 1956 pour qu’une distinction nette soit établie entre le primaire et le secondaire.

## Les premières législations scolaires 1801-1840
Jusqu’en 1801, l’enseignement est laissé entièrement à l’initiative privée. En 1789, un comité d’enquête avait proposé la création par l’État d’un réseau d’écoles primaires et secondaires que couronnerait la fondation d’une université non confessionnelle et d’où, par conséquent, l’enseignement de la théologie serait exclu. Ce projet est repoussé par les milieux catholiques qui s’opposent principalement à la création d’une université non confessionnelle.
En cette fin du XVIIIe siècle, une série de facteurs politiques et idéologiques allaient précipiter l’intervention de l’État en matière d’enseignement primaire. D’une part, l’éducation en Europe avait toujours été le lot d’une élite, ce qui explique en contrepartie l’indifférence relative de l’État à ce propos. Les immigrants anglo-saxons, influencés par les idéologies égalitaires du Nouveau Monde, manifestent au contraire une « volonté commune (...) de créer ici une société d’avant-garde qui amenuiserait les distinctions de classes et qui mettrait l’enseignement à la disposition de tous ».
D’autre part, avec les transformations économiques qui se manifestent au tournant du XIXe siècle, la bourgeoisie anglaise commence à apercevoir « dans l’ignorance du peuple, une entrave au progrès économique ». Enfin, l’introduction du système parlementaire en 1791 et l’affirmation croissante de l’idéologie libérale font apparaître l’ignorance généralisée comme un obstacle majeur à l’exercice démocratique et à la formation du citoyen. C’est pourquoi, « pour répondre principalement aux demandes d’une population anglaise croissante qui n’avait pas besoin d’être convertie à la cause de l’enseignement primaire», le pouvoir exécutif décide d’intervenir en matière d’éducation primaire en promulguant, en 1801, la loi de l’Institution royale pour l'avancement des sciences. Pour la première fois, l’État devenait « responsable de l’instruction publique au lieu d’en laisser la charge à l’Église ou à l’initiative privée, comme c’était la coutume depuis plusieurs siècles en Angleterre aussi bien qu’en France ». Cette loi allait initier, en contrepartie, le conflit qui allait opposer pendant soixante-quinze ans l’Église et l’État pour le contrôle du système d’éducation. Pour le moment, le système d’enseignement devient l’enjeu d’une lutte qui met aux prises trois protagonistes principaux : le pouvoir exécutif anglophone, le clergé catholique et la Chambre d’Assemblée des députés francophones.
La loi de 1801 a été instituée par le pouvoir exécutif sous la pression de la population anglophone qui désire des écoles contrôlées par l’État. Première loi scolaire canadienne, elle met fin officiellement au monopole traditionnel de l’enseignement privé mais son impact réel sur ce monopole sera somme toute marginal. Bien que cette loi ait eu comme visée d’angliciser et de protestantiser les Canadiens, il faut voir aussi qu’elle n’entendait pas y arriver par la contrainte légale mais par la force de l’exemple puisqu’elle n’avait pas « juridiction sur les écoles des communautés religieuses et sur les écoles privées existant en 1801 ou qu’on pourrait établir plus tard ». Surtout, « la fondation des écoles royales est subordonnée à la libre décision des habitants », ce qui explique, en partie, le peu de succès que connaîtra cette loi puisque l’État limite sa contribution financière à la rétribution des maîtres. de plus dans le Haut-Canada les écoles primaires ne deviendront obligatoires  qu'en 1870 avec l'Elementary Education Act 1870 et les études secondaires le deviennent jusqu’à 15 ans avec l'Education Act 1944 ou Butler Act (loi Butler en français) du nom de Rab Butler, ministre de l'éducation à la suite du Système tripartite éducatif au Royaume-Uni. En 1829, c’est-à-dire au sommet de l’essor des écoles royales, on compte 84 établissements de niveau primaire, en majorité protestante, et deux de niveau secondaire pour environ 82 000 anglo-protestants et 410 000 franco-catholiques.
Il faut dire que cette incursion de l’État dans ce que le clergé considérait comme une chasse-gardée provoque une levée de boucliers dans les milieux catholiques. De même, les députés de la Chambre d’Assemblée contestent l’autorité de l’Exécutif en matière d’éducation puisque pour eux c’est là « affaire de nationalité ». En 1824, la loi des Écoles de Fabriques est adoptée pour satisfaire certaines exigences du clergé alors que la loi des Écoles de Syndics est votée en 1829 par les députés de la Chambre d’Assemblée. Ce qu’il faut bien voir, c’est que ces trois lois – votées entre 1801 et 1829 – vont exercer, en même temps, des prérogatives qui se situent à autant de paliers d’autorité.
Alors que la loi de 1801 centralisait les pouvoirs dans les mains du gouverneur, celle des Écoles de Fabriques suivait un mouvement inverse en autorisant « les fabriques à consacrer le quart de leur budget à la fondation et à l’entretien d’une ou plusieurs écoles dans chaque paroisse ». Toutefois, puisque cette loi ne prévoyait aucun financement de la part de l’État, que certaines paroisses étaient pauvres et que la population était en général apathique en matière d’éducation, elle ne connut pas plus de succès que la loi de 1801, puisqu’en 1830 on ne retrouve que 68 écoles de fabriques.
La loi des Écoles de Syndics ou d’Assemblée de 1829 allait, pour sa part, donner une impulsion considérable à l’enseignement primaire. Elle constitue surtout une manifestation éclatante de la force qu’avait l’esprit laïque et libéral au Bas-Canada en cette première moitié du XIXe siècle. Bien sûr, ce mouvement de pensée s’inscrit en continuité avec les conflits d’idées qui secouent au même moment l’Europe et qui vont faire que le catholicisme et le libéralisme vont se présenter, selon le mot de Benedetto Croce, comme « deux religions opposées ». De même, on ne saurait comprendre le sens et la portée de cette loi si l’on fait abstraction de l’antagonisme national qui s’est cristallisé au cours de la décennie sur le plan politique entre l’Exécutif et la Chambre d’Assemblée et dont le clergé s’est sagement tenu à l’écart. Autrement dit, la loi de 1801 et celle de 1829 venaient affirmer que l’éducation est une prérogative de l’État, plutôt que celle des groupes particuliers, mais selon un versant national opposé. Celle de 1829, d’inspiration très libérale, mettait en place un système de financement dont l’objectif était de rendre l’éducation accessible à tous, révolution considérable pour l’époque. Ainsi l’État veillait à subventionner une partie du coût d’achat ou de construction des écoles, rétribuait les maîtres et accordait même une allocation pour les enfants pauvres. « La rétribution du personnel enseignant s’étendait également aux écoles privées, aux écoles de fabrique et à celles que soutenaient les communautés religieuses dans les campagnes. La législature se réservait cependant un contrôle direct sur tout le système ». On comprend dès lors que le nombre total d’écoles primaires soit passé de 325 en 1828 à 1 282 en 1831 et que le nombre d’écoliers, de 11 679 qu’il était en 1828, s’établisse à 45 203 en 1831. Sur ce nombre d’écoles, environ 140 relèvent exclusivement de l’initiative privée. Toutefois, si cette législation avait permis la multiplication des établissements, elle avait par contre omis de veiller à les doter au préalable de maîtres compétents puisque les meilleurs d’entre eux étaient déjà à l’emploi des écoles qui avaient déjà pignon sur rue. Résultat ? « On raconte (...) que certains instituteurs savaient lire et non écrire ; qu’un grand nombre étaient incapables d’enseigner le calcul ».
Toutefois, l’impulsion  nouvelle que la loi de 1829 avait donnée au système scolaire allait se heurter, dès 1836, à une grave crise sociale et politique – dont la grève parlementaire et la rébellion de 1837-1838 constituent les principaux épisodes – crise qui allait mener à la suspension des lois scolaires du Bas-Canada pour une durée de cinq ans (1836-1841) et qui allait connaître son dénouement avec l’imposition de l’Acte d’Union en 1840.

## La mise en place d’un système scolaire (1841-1875)
Jusqu’alors, le clergé avait évité de se mêler ouvertement de politique, se contentant de prêcher l’obéissance due à l’autorité civile et de protéger ses acquis. Maintenant que les hommes politiques du Parti Patriote étaient « réduits au silence, ou forcés de réévaluer la conjoncture, le clergé apparut (...) comme le principal intermédiaire entre le gouvernement et la population ». Étape par étape, l’évolution de la situation entre 1838 et 1854 a favorisé une redistribution du pouvoir « entre la bourgeoisie britannique, les hommes politiques des deux groupes culturels et le clergé catholique » qui explique, en majeure partie, la stabilité sociale, politique et idéologique qui a perduré dans la province pendant près d’un siècle. Cette redistribution du pouvoir et la croissance des effectifs cléricaux, à laquelle on assiste à compter de 1860, permet de comprendre du même coup pourquoi le clergé catholique, tout en conservant ses prérogatives au niveau de l’enseignement supérieur (secondaire et universitaire), a réussi à étendre progressivement sa mainmise sur le secteur public en voie de formation qui visait essentiellement l’enseignement primaire. Autrement dit, alors que les interventions de l’État visent à structurer l’enseignement élémentaire, l’enseignement secondaire et universitaire continue de relever essentiellement de l’initiative privée. C’est entre 1841 et 1875 que les traits dominants du système scolaire public vont s’ébaucher pour prendre leur forme définitive au moment même où l’éphémère ministère de l’Instruction publique est aboli et que s’accomplit la séparation du système scolaire en deux secteurs autonomes : le secteur protestant et le secteur catholique.
La période qui s’inscrit entre 1841 et 1875 est caractérisée par une abondante législation scolaire. Il ne saurait donc être question d’en faire ici un bilan exhaustif. Tout au plus, retrouvera-t-on les points saillants qui intéressent notre propos. En 1841, c’est-à-dire, dès la première session du nouveau parlement de l’Union, une nouvelle loi scolaire est présentée en Chambre. Cette loi veillait à l’établissement d’un système d’éducation élémentaire et créait la fonction de Surintendant de l’Éducation. Toutefois, devant les protestations soulevées par le clergé catholique, la loi fut amendée pour introduire le droit à la dissidence qui accordait, à un groupe professant une religion différente de celle de la majorité, la possibilité de posséder sa propre école tout en bénéficiant des pouvoirs et des droits qu’octroyait la loi. C’est ce droit à la dissidence qui, après avoir fait l’objet de précisions législatives additionnelles en 1867, est à l’origine des structures confessionnelles actuelles. De même, les lois de 1841, 1845 et 1846 ont permis la création des commissions scolaires et assuré la mise en place d’un système de perception de taxes scolaires directes qui visait à assurer le financement du système d’éducation à parts égales entre le gouvernement et la population. En fait, cette proportion ne fut jamais respectée avant l’année scolaire 1962-1963. Par exemple, en 1874, environ 50 % du financement de l’éducation provient des parents, 30 % des taxes scolaires, le reste provenant de subventions que le gouvernement verse aux commissions scolaires et aux écoles spéciales. C’est donc dire que l’école élémentaire du secteur public - du moins jusqu’en 1943 - était loin d’être gratuite.
Au lendemain de la Confédération, trois autres lois scolaires revêtent une importance particulière : celles de 1867, 1869 et 1875.
- « La première crée un ministère de l’Instruction publique, le premier au Canada ; la seconde amorce une division structurale du système en deux secteurs confessionnels ; et la troisième abolit, d’une part, le ministère pour rétablir la surintendance et modifie, d’autre part, la constitution essentielle du comité catholique en y introduisant automatiquement tous les évêques dont le diocèse est situé en tout ou en partie dans la Province. Ce geste constituait en quelque sorte une remise officielle du champ de l’Instruction publique aux mains de l’Église catholique, même si ce comité confessionnel comportait un nombre de laïques égal à celui des ecclésiastiques. Enfin, elle accentuait de façon plus définitive le clivage entre les deux systèmes d’éducation, d’un côté le système scolaire catholique et de l’autre le système scolaire protestant, chacun œuvrant dans son domaine de façon à peu près indépendante et sans aucune relation. »
Du moment que le ministère de l'Instruction publique a été aboli, les comités confessionnels du Conseil de l'Instruction publique ont, à toutes fins pratiques, assumé progressivement les prérogatives qui revenaient au Conseil. Les pouvoirs de l’État en matière d’instruction publique reposent dorénavant entre les mains de l’Église catholique et des membres du comité protestant. Ce sont ces comités confessionnels qui détermineront les manuels qui seront utilisés et les programmes d'études. De même, alors que les institutrices et les instituteurs laïques sont largement majoritaires, ils doivent - pour enseigner - fournir un certificat de moralité signé par le pasteur de leur confession et ce sont des religieux, du moins chez les catholiques, qui assument souvent la direction des écoles. Autrement dit, au fur et à mesure que les diverses législations scolaires en sont venues à préciser les traits principaux du système scolaire québécois, l’État a été relégué à son rôle antérieur de pourvoyeur tout en agissant comme « agent administratif [...] soumis toutefois aux directives émanant de la hiérarchie religieuse ».
En ce deuxième tiers du XIXe siècle, le système scolaire québécois se partage au niveau de la confessionnalité de l’école, départage initial qui se subdivise à son tour entre un secteur public et un secteur privé.
- « Les écoles publiques, comme le précisera plus tard la loi scolaire, comprenaient les écoles relevant des commissions scolaires ; les autres institutions, qui formaient un secteur assez hétérogène, constituaient précisément ce secteur privé. Ainsi les universités, les collèges classiques, les collèges industriels et un nombre imposant d’écoles indépendantes doivent être rangées dans cette catégorie, même si ces institutions recevaient annuellement des subventions gouvernementales. De toute façon, elles étaient soustraites à l’autorité du Conseil de l’Instruction publique pour tout ce qui concernait les programmes, les manuels, la qualification du personnel enseignant, les diplômes décernés et l’administration disciplinaire et même financière. »
Le Québec étant une société majoritairement rurale, on comprendra que la majeure partie des écoles publiques se retrouve surtout en milieu rural et qu’elles se confinent la plupart du temps à l’enseignement primaire. Dans le Rapport du ministre de l’Instruction publique pour 1872-1873, on peut voir que l’enseignement primaire se subdivise en deux paliers qui correspondent à deux types d’institutions : les écoles élémentaires et les écoles modèles ou supérieures. Les écoles élémentaires comptaient deux degrés et les écoles « supérieures », un degré : les trois degrés s’étalant, selon une estimation de L.-P. Audet, sur une durée moyenne de 5 à 6 ans. Les statistiques pour l’année 1868 révèlent que la durée de la scolarisation s’avérait extrêmement courte à cette époque puisque 156 820 élèves sont inscrits au niveau des deux premiers degrés qu’offrent les écoles élémentaires et que l’on n’en retrouve plus que 22 700 pour le dernier degré que dispensent les écoles modèles ou supérieures.
Quant à l’enseignement secondaire, il se subdivise en un secteur privé et public. Chez les protestants, il relève entièrement du secteur public et le programme d’études mène à l’université. D’ailleurs, chez ces derniers, seules les universités sont privées. Chez les catholiques, l’enseignement de niveau secondaire se départage en un secteur public et un secteur privé. Au secteur public, cet enseignement est dispensé par divers types d’institutions qui présentent un paysage assez hétérogène quant à la durée et à la nature des études. Toutefois, ces institutions publiques ont pour caractéristique commune d’offrir une scolarité beaucoup plus courte que celle offerte par les collèges classiques et de n’avoir pour débouché que le monde du travail. En 1871-1872, on dénombrait 229 institutions de niveau secondaire où étaient inscrits 29 720 élèves. Seuls les collèges classiques, qui sont des institutions privées, préparent aux professions libérales et donnent accès à l’université. En 1866, on compte une vingtaine de ces collèges où étudient environ 2 500 élèves.

## Structures scolaires: 1876-1959
Entre 1876 et 1959, la durée des études et le contenu des programmes ont connu des modifications importantes. Toutefois, les structures scolaires, dans leurs traits essentiels, sont arrêtées pour un siècle. Les divisions du système scolaire sur une base confessionnelle et en un secteur privé et un secteur public demeurent. De même, l’enseignement primaire continue de relever essentiellement du secteur public et l’enseignement secondaire se départage toujours, chez les catholiques, en un secteur privé et un secteur public : départage qui conduit, pour l’un, aux études universitaires et, pour l’autre, au marché du travail. Bien sûr, la révision des programmes d’études en 1929 et en 1937-1939 a permis à quelques centaines d’élèves du secteur public – qui habitaient surtout en milieu urbain et qui n’auraient pas eu autrement les moyens financiers pour étudier au collège classique – de poursuivre jusqu’à l’université et « d’accéder aux carrières du commerce, du génie et des sciences». Toutefois, dans l’échelle de prestige du moment, ces carrières arrivaient loin derrière les professions libérales traditionnelles auxquelles on ne pouvait accéder sans passer par la voie royale des collèges classiques. Il faut dire qu’à cette époque non seulement les cheminements scolaires recoupent les différences sociales, mais les objectifs pédagogiques vont différer dès l’école élémentaire selon que l’on s’adresse à un enfant du peuple à l’école publique ou à un enfant de la bourgeoisie à l’école privée. En effet, pour le clergé ou les membres de la petite bourgeoisie conservatrice, il n’est guère souhaitable de donner trop d’instruction aux enfants des classes populaires car, selon eux, « l'esprit a son intempérance comme le cœur, et trop d'instruction peut être un don bien fatal pour celui qui la possède ». Inversement, à leurs yeux il n’est pas plus souhaitable que ces enfants des classes populaires ne reçoivent aucune forme d’instruction parce qu'ils pourraient trop facilement se laisser séduire par le faux brillant des « mauvaises doctrines ». La majeure partie de la population étant rurale, on s’entendait pour dire qu’une «bonne  éducation élémentaire fondée sur des principes religieux, suffit pour la masse d'une population ». Jusqu’au tournant du XXe siècle, une telle représentation des choses ne soulevait pas trop d’opposition. Par contre, avec la progression de l’urbanisation et de l’industrialisation, la question de l’obligation scolaire allait devenir incontournable et, avec elle, celle de la place de l’État en éducation. Il faut dire que dès « la fin de la Première Guerre mondiale, le Québec est la seule province à ne pas avoir de loi d’instruction obligatoire, à une époque où tous les États américains l’exigent ».
Il n’est donc guère surprenant d’observer, au début du XXe siècle, la formation d’un mouvement d’opinion au Québec qui réclame une série de réformes en faveur d’un système public d’éducation où l’enseignement primaire serait gratuit et dirigé entièrement par l’État. « Cette conception de l’enseignement primaire comme service public s’appuie sur deux idées solidaires (...) : l’égalité des enfants, riches ou pauvres, à l’école publique, et leur droit à l’instruction primaire », principes qui sont condamnés explicitement par l’Église qui croit déceler derrière l’obligation scolaire et la gratuité «le spectre de l’école neutre et laïque».
La France avait adopté sa loi de fréquentation scolaire obligatoire en 1882 et l’Ontario l’avait fait en 1891. Le Québec, pour sa part, avait présenté un projet de loi en 1892, puis en 1901, projets qui avaient été rejetés. En 1912, le Comité protestant du Conseil de l’Instruction publique, « persuadé que les catholiques refuseraient la mesure », avait même présenté un projet pour que l’obligation scolaire soit instaurée pour les protestants seulement, projet qui sera rejeté par l’Assemblée législative. Discutée à nouveau en 1919, ce ne sera qu’en 1943 que le Québec réussira à adopter sa loi d’obligation scolaire, soit 12 ans après que le Vatican lui-même en ait adopté le principe : « La loi qui entre en vigueur en septembre 1943 impose, sous peine d’amende pour les parents, la fréquentation scolaire des enfants de 6 à 14 ans et abolit les frais de scolarité à l’école primaire publique. L’année suivante la gratuité est étendue au cours primaire complémentaire en même temps qu’est établie celle des manuels scolaires ». Toutefois, jusqu’en 1961, les commissions scolaires pourront exiger des frais mensuels aux élèves de niveau secondaire. C’est aussi en 1961 que la loi scolaire fait passer l’âge de la fréquentation scolaire obligatoire à 15 ans. Ce n'est qu'en 1988 qu'on a haussé à 16 ans l'âge de la fréquentation scolaire obligatoire.
Ce retard qu’a pris le Québec dans l’adoption de cette loi s’explique principalement du fait que l’Église catholique, habituée à jouer un rôle proéminent dans une province où celui de l'État était réduit à sa plus simple expression, pouvait afficher ouvertement son anti-étatisme en matière d’éducation et travailler ouvertement au maintien du statu quo. Pour ce faire, elle s’appuyait sur quelques postulats de base dont le principal était le suivant :
- «Après Dieu, c’est la famille qui à son tour a délégué à l’Église, au moment précis du baptême, l’essentiel de ses droits sur tout ce qui se rapporte à l’éducation de l’enfant. La famille est donc considérée comme l’alliée naturelle de l’Église face à toute tentative visant à établir la suprématie de l’État dans un domaine où il est affirmé que ni la loi divine, ni la loi humaine ne l’autorisent à le faire. L’État est cependant tenu d’aider l’Église à accomplir sa mission éducative en lui assurant en particulier une législation qui garantit sa liberté d’action dans ce domaine ainsi qu’une aide économique appropriée».
Par contre, il importe de relever qu’au moment même où l’Église catholique s’opposait à l’obligation scolaire, le courant réformiste qui, sous l’influence de Pestalozzi, traverse le monde occidental en revendiquant une « éducation nouvelle » est si puissant qu’il amène le Comité catholique du Conseil de l’Instruction publique en 1905, en 1912 puis en 1921, à procéder à une révision du programme d’études de niveau primaire pour lui donner un caractère plus pratique et utilitaire. De même, avec l’émergence des besoins nouveaux qui accompagnent la progression de l’industrialisation et de l’urbanisation, l’État québécois triplera les sommes affectées au soutien de l’éducation entre 1906 et 1916 et l’on assistera  à la création d’un réseau d’écoles techniques et professionnelles.
Ces initiatives quoique intéressantes demeurent timides et parcellaires. Le caractère désuet et les carences du système scolaire québécois allaient rapidement être mis au grand jour au lendemain de la Deuxième Guerre mondiale par l’effet conjugué de la croissance démographique rapide qui s’amorce et par la reprise du processus d’urbanisation et d’industrialisation. Sur le plan des infrastructures, le malaise est criant : «Encore en 1951, plus de 70 % des 8 780 établissements scolaires du Québec n’ont qu’une seule classe, 60 % sont sans électricité et 40 % sans eau ni toilettes à l’intérieur».
Jusqu’à la fin des années cinquante, le système public d’enseignement apparaîtra sous-financé. De plus, l’organisation scolaire apparaît comme un véritable fouillis. Ainsi, en 1950, en plus du réseau d’écoles publiques qui relèvent du Département de l’Instruction publique, on retrouve neuf ministères qui entretiennent un réseau d’écoles parallèle en rapport avec leurs activités principales. Ce manque de coordination au niveau des structures se reproduit au niveau des programmes de formation secondaire du secteur public qui, chez les francophones, se terminent la plupart du temps par un cul-de-sac. En effet, au début des années soixante, quoique 95 pour cent des effectifs de niveau primaire et 70 % du niveau secondaire  relèvent du secteur public, l’enseignement supérieur apparaît toujours comme une chasse-gardée du secteur privé puisqu’il « est encore presque le seul à offrir l’enseignement secondaire du second cycle » qui donne accès à l’université. Ainsi, sur les 945 000 élèves qui fréquentent le préscolaire et le primaire, 45 000 sont inscrits au secteur privé, soit environ un élève sur vingt. Les écoles élémentaires privées francophones – qui dominent largement – « sont pour la plupart des écoles spécialisées dans la préparation accélérée aux études classiques ou des pensionnats ». Au niveau secondaire, sur les 400 000 élèves inscrits, environ 120 000 étudient au secteur privé, soit un élève sur trois. Les collèges classiques accueillent à eux seuls 36 000 élèves, en majorité masculins puisqu’on n’y retrouve qu’une fille pour huit garçons.
Inversement, chez les protestants, le secteur privé est à peu près inexistant au niveau de l’enseignement secondaire où les High schools du secteur public constituent la voie d’accès privilégié à l’université.
Quant à la formation professionnelle, elle relève surtout du secteur public même si la présence du secteur privé est non négligeable. Ainsi, en 1959, « on recense 119 écoles professionnelles privées accueillant 18 000 élèves et 127 “écoles d’affaires” ou collèges commerciaux fréquentés par 16 000 élèves ». À cela, il faut ajouter une cinquantaine d’instituts familiaux que dirigent des communautés religieuses de même que les écoles de soins infirmiers (Québec) puisque les hôpitaux auxquels elles sont rattachées sont privés.
Enfin, c’est le secteur privé qui assure la quasi-totalité de la formation des maîtres grâce à un réseau  de 114 écoles normales qui appartiennent à des communautés religieuses.
Entre 1954 et 1960, les effectifs scolaires des 13-16 ans ont doublé, passant de 130 000 à 262 000 élèves. Avec une telle pression démographique, on comprendra que le système d’éducation québécois à la fin des années cinquante apparaisse à la conscience sociale comme « un système fragmenté, sous-financé, sous-développé, dépourvu de coordination, peu démocratique, élitiste et sexiste »<.

## Révolution tranquille

### Rapport Parent
Au début des années 1960, une commission royale d'enquête est chargée de faire état de la situation de l'éducation au Québec. Son rapport, le  « rapport Parent », publié en 1963-1964 en 3 tomes, répartis sur 5 volumes, suggérait diverses réformes du système d'éducation québécois en proposant notamment :
- la création du Ministère de l'éducation du Québec ;
- l’école obligatoire gratuite jusqu’à l’âge de 15 ans et jusqu’à la 11e année[38] ;
- la création des collèges d'enseignement général et professionnel (cégep) en remplacement des collèges de l'époque dirigés par des religieux ;
- la formation poussée des enseignants ;
- l'accès facilité aux universités en dehors de toute appartenance sociale.

### Fondation du ministère de l'Éducation
Le ministère de l'Éducation du Québec est fondé en 1964.

### Laïcisation des écoles
En 1959-1960, dans le réseau public, le personnel scolaire des niveaux primaire et secondaire compte 28 % de religieuses et religieux catholiques. En 1962, le gouvernement du Québec met fin à l'exemption pour ces hommes et femmes d'Église d'être titulaires d'un brevet d'enseignement. Celles et ceux qui désirent conserver leur poste doivent alors acquérir la formation requise. Dans la même période, plusieurs de ceux qui poursuivent dans l'enseignement font le choix d'abandonner leur costume religieux pour un habillement civil. En 1968-1969, le taux de religieux dans les écoles a diminué à 11 %.
Au commencement de la Révolution tranquille, un grand nombre d'établissements scolaires est alors dirigé par des communautés religieuses catholiques. Au courant de la décennie 1960, la quasi-totalité de ces derniers sont repris en charge par des laïcs. Les collèges classiques, les écoles normales, les écoles ménagères ainsi que les instituts familiaux ferment leurs portes. Malgré tout, le système d'éducation continue à rester confessionel.

### Mixité scolaire
Au cours des années 1960, la mixité dans les écoles publiques du Québec devient définitivement la norme.

## Déconfessionnalisation des écoles (2000)
Le 14 juin 2000, l'Assemblée nationale adopte la Loi 118 abrogeant le statut confessionnel des écoles publiques, primaires et secondaires, du Québec. Cette loi a été rendue possible grâce à une modification de l'article 93 de la Constitution canadienne, effectuée en 1998, qui permet la création de commissions scolaires linguistiques. François Legault, ministre de l'Éducation estime « qu'on doit tendre, au Québec, vers moins de religions. »
Même si elle reconnait la « déconfessionnalisation » des écoles, la Loi 118 permet également de conserver un enseignement religieux, limité aux confessions catholique et protestante.

## L'abolition des commissions scolaires
Le gouvernement du Québec dépose, le 1er octobre 2019, un projet de loi visant à remplacer la majorité des commissions scolaires  par des « centres de services scolaires » et à abolir les élections scolaires à l'automne 2019, avant les élections prévues en 2020.
Le ministre de l'Éducation est chargé de nommer les directeurs généraux des centres de services pour des mandats de 5 ans, renouvelables,.

## Prologue
Toutefois, Guy Rocher (membre de la commission Parent) émet des réserves lors de sa dernière entrevue téléphonique avec Agnès Gruda et publiée dans le journal La Presse en 2020; il mentionne que l'école publique, telle que la voyait les membres de la commission Parent n’existe  pas...l'objectif était de créer un système unifié, pour tous, du primaire à l'université... on a plutôt abouti à un système à trois vitesses qui a causé un gâchis humain selon lui.